# Symbiosis
Symbiosis – wychodzące od 1985 r. biologiczne czasopismo naukowe publikujące wyniki oryginalnych badań, które przyczyniają się do zrozumienia interakcji symbiotycznych w szerokim zakresie asocjacji na poziomie molekularnym, komórkowym i organizmowym. Publikowane są także recenzje i krótkie komunikaty o znanych lub nowych symbiozach, podobnie jak recenzje książek. Czasopismo stawia sobie za cel zachęcanie do interakcji między badaczami w tej szybko rozwijającej się dziedzinie i wzmacnianie ich. Tematy obejmują interakcje żywieniowe; wzajemne efekty regulacyjne i morfogenetyczne; koadaptacje strukturalne; uznanie międzygatunkowe; specyficzność; adaptacje ekologiczne; ewolucyjne konsekwencje symbiozy i metody stosowane w badaniach nad symbiozą.
Czasopismo wydawane jest w Niemczech przez International Symbiosis Society. Artykuły w języku angielskim. Większość artykułów publikowana jest na licencji otwarty dostęp (open access). Online dostępny jest skorowidz numerów wraz z wyszukiwarką artykułów i ich streszczeniem.
ISSN również 18787665.